# Budova soudu v Javorníku
Dům soudu se nachází na ulici Puškinova č. p. 7 v Javorníku v okrese Jeseník. Dům soudu je kulturní památkou ČR a je součástí městské památkové zóny Javorník.

## Historie
Město Javorník bylo okresním městem, kde od roku 1849 do roku 1938 byl okresní soud. Po roce 1825, kdy byly velkým požárem zničeny 104 domy, probíhaly ve čtyřicátých letech 19. století přestavby a stavby nových domů. Na obnově se podíleli zedničtí mistři A. Stephan, J. Krause z Žulové, Josef Schwarz a biskupský stavitel J. W. Magera. Budova soudu byla postavena v první polovině 19. století pro biskupské úředníky. Po roce 1848 byla určena pro soud až do padesátých let 20. století. Pak sloužil řádovým sestrám, které byly násilně odsunuty do pohraničí (Bílé Vody), jako šicí dílna pro výrobu ornátů. Po roce 1990 byla v soukromých rukou nevyuživaná. V roce 2007 v dražbě odkoupil budovu soudu městský úřad Javorník. Po opravě bylo z domu Karla Ditterse z Dittersdorfu sem přestěhováno městské muzeum. Dne 25. května 2012 byla budova soudu prohlášena Ministerstvem kultury ČR za nemovitou kulturní památku. V období 2018 až 2019 proběhla generální rekonstrukce objektu, náklady z předpokládaných 32 miliónu se po průzkumu stavby navýšila na 59 miliónů.

## Popis
Budova soudu je situována na úpatí svahu pod zámkem Jánský vrch na jižní straně náměstí Svobody a Puškinovy ulice na východní straně. Dvůr soudní budovy spojoval vlevo s farou a bývalou věznicí, vpravo se sýpkou, na západě byla nízká zídka a zdi biskupských sklepů. Umístění na zámeckém ostrohu způsobuje, že úroveň dvora je výše než náměstí Svobody.
Soud je empírová patrová částečně podsklepená stavba postavená na obdélném půdorysu s drobnou dvorní přístavbou. Průčelí obrácené do Puškinovy ulice (východní) je pětiosé, severní podélná strana má jedenáct okenních os. Vchody jsou situovány ve střední ose východního průčelí, v severní ve čtvrté ose a dvěma vchody v přízemí a mezipatře vedoucí do dvora. Střecha je valbová. Budova byla rozdělena na obytnou a správní část.